# Краличкова, Ярмила
Ярмила Краличкова (чеш. Jarmila Králíčková, 11 мая 1944, Прага, Протекторат Богемии и Моравии) — чехословацкая хоккеистка (хоккей на траве), вратарь. Серебряный призёр летних Олимпийских игр 1980 года.

## Биография
Ярмила Краличкова родилась 11 мая 1944 года в Праге.
В 1954 году начала заниматься лёгкой атлетикой. В 1961—1986 годах играла в хоккей на траве за «Славию» из Праги, в составе которой 11 раз становилась чемпионкой страны.
В 1968—1982 годах выступала за сборную Чехословакии.
В 1980 году вошла в состав женской сборной Чехословакии по хоккею на траве на летних Олимпийских играх в Москве и завоевала серебряную медаль. Играла на позиции вратаря, провела 1 матч, пропустила 2 мяча от сборной Зимбабве.
В 1981—1989 годах представляла хоккей на траве в Чехословацком олимпийском комитете. В 1987 году стала членом Чехословацкого клуба олимпийцев.